# Federica Lavi
Federica Eugenia Lavi (Osimo, 22 febbraio 1994) è una pallanuotista italiana, di ruolo portiere.

## Carriera
Inizia attività nel 2007 con Pallanuoto Osimo; qui sotto la guida di Giacomo Bianchi e Lorenzo Bartolo partecipa a vari Campionati giovanili e nel 2009 disputa il campionato A2.
Nel 2010 si trasferisce al Vouliagmeni di Atene dove resta per tre stagioni, vincendo per due volte il campionato e giocando due finali di Coppa dei Campioni.
Partecipa  con la rappresentativa giovanile italiana ai Campionati del Mondo a Perth ed ai Campionati Europei disputati in Russia a Cheljabinsk, ottenendo in questo caso la medaglia di bronzo. Successivamente partecipa alle finali di World League a Shanghai con la nazionale maggiore.
Nel 2013 torna in Italia, a Firenze, disputando una finale di Coppa LEN, mentre dalla stagione successiva difende i pali del Rapallo, con cui è finalista in Coppa Italia nel 2018. 
Ha disputato due edizioni delle Universiadi ed ha conquistato anche una medaglia d'argento ai Giochi del Mediterraneo del 2018. Nel 2019 partecipa al Mondiale e conquista la medaglia d'argento in World League.